# The Durutti Column
The Durutti Column é uma banda britânica de rock experimental, formada em 1978, em Manchester, por Vini Reilly (guitarra e voz), Dave Rowbotham (guitarra), Chris Joyce (bateria),  Phil Rainford (voz) e Tony Bowers (baixo). A partir do segundo álbum da banda LC, de 1981, Vini Reilly tem contado com a participação regular de Bruce Mitchell na bateria e demais percussões. Tocaram em Portugal várias vezes como no Festival de Vilar de Mouros em 1982 ou em Coimbra a 7/4/95 no TAGV. Tiveram LP´s editados em Portugal.
Embora formada no período pós-punk, os Durutti Column são uma banda de música experimental, e dos primórdios do chill out. Suas características musicais, intimistas e instrumentais, são frequentemente associadas ao que no futuro seria conhecido como post-rock. Seu nome tem origem numa milícia antifascista, formada por anarquistas, da Guerra Civil Espanhola, conhecidos como "Columna Durruti", liderados por Buenaventura Durruti.

## Discografia
- The Return of The Durutti Column, LP Factory Records 1979
- LC, LP Factory Records 1981
- Live at the Venue London, LP VU Records 1983
- Another Setting, LP Factory Records 1983
- Amigos em Portugal, LP Fundação Atlântica 1983
- Without Mercy, LP Factory Records 1984
- Domo Arigato, CD Factory Records 1985
- Circuses and Bread, LP Factory Benelux 1986
- Valuable Passages, CD Factory Records 1986 - compilação
- Live at the Bottom Line New York, K7 ROIR 1987 - editado em 1999 em CD sob o título "A Night in New York"
- The Guitar and Other Machines, CD Factory Records 1987
- The First Four Albums, 4 CDs Box Factory Records 1988 - edição em CD dos quatro primeiros álbuns da Factory Records
- Vini Reilly, CD Factory Records 1989
- The Sporadic Recordings, CD TTTTTTTTT 1989 - compilação de outtakes e versões, editado sub o nome de Vini Reilly
- Obey the Time, CD Factory Records 1990
- Lips That Would Kiss, CD Factory Benelux 1991 - compilação de singles e faixas dispersas
- Dry, CD Materiali Sonori 1991 - compilação de outtakes, versões e faixas dispersas
- Red Shoes, CD Materiali Sonori 1992 - compilação de outtakes, versões e faixas dispersas
- Sex & Death, CD Factory Too 1994
- Sex & Death The CD Rom, CD-Rom Factory Too 1995
- Fidelity, CD Les Disques du Crépuscule 1996
- Time Was Gigantic… When We Were Kids , CD Factory Too 1998
- Rebellion, CD Artful Records  2001
- The Return of the Sporadic Recordings, CDD Kooky Records 2002 - compilação de versões e outtakes
- Someone Else's Party, CD Artful Records 2003
- Tempus Fugit, CD Kooky Record 2004
- Faith, CDR thedurutticolumn.com / Kooky Records 2004 - compilação de outtakes, demos e versões, em subscrição no club de fans
- The Best of The Durutti Column, CDD Wanner Music 2004
- Heaven Sent (It Was Called Digital. It Was Heaven Sent), MP3 file F4 Records 2005
- Keep Breathing, CD Artful Records 2006
- Sub Group ‘06 , CDR thedurutticolumn.com / Kooky Records 2006 - compilação de outtakes, demos e versões, em subscrição no club de fans
- Sporadic Three, CD Kooky Records 2007 - compilação de versões e outtakes
- Idiot Savants, CD Artful Records 2007
- Live in Bruxelles 13.8.1981, CD LTM Recordings 2007
- Sunlight to Blue… Blue to Blackness, CD Kooky Records 2008
- Treatise on the Steppenwolf , CD LTM Recordings 2008
- Love in the Time of Recession , CD Artful Records 2009
- Four Factory Records, 6 CDs Box Kooky Records 2009 - edição com os quatro primeiros álbuns da Factory Records, um disco ao vivo e outro com demos
- A Paean to Wilson, CDD Kooky Records 2009
- The Durutti Column 2001-2009, 5 CDs Box Artful Records 2009 - caixa compilatória com os álbuns editados nessa editora
- Chronicle, CDR Kooky Records 2011 - pre-release do album, apresentado no concerto de 30.04.2011
- Short Stories for Pauline, LP Factory Benelux / LTM Recordings 2012
- Chronicle XL, CDD Kooky Records 2014
- At Twilight, Digital Album Les Disque du Crépuscle, 2016 - compilação de singles e faixas dispersas